# Dyskografia Yo Gotti
Poniżej przedstawiona jest dyskografia amerykańskiego rapera Yo Gotti. Zawiera cztery albumy studyjne, dziesięć singli i dziewięć występów na singlach, oraz mixtape'y.

## Dyskografia

### Albumy studyjne
| Rok  | Tytuł | Pozycja na liście | Pozycja na liście | Pozycja na liście |
| Rok  | Tytuł | US                | US R&B            | US Rap            |
| ---- | --- | ----------------- | ----------------- | ----------------- |
| 2012 | Live from the Kitchen - Wydany: 10 stycznia, 2012 - Wytwórnia: Polo Grounds Music/J Records - Format: CD, LP, digital download | 12                | 4                 | 4                 |

### Albumy niezależne
| Rok  | Tytuł | Pozycja na liście | Pozycja na liście | Pozycja na liście |
| Rok  | Tytuł | US                | US R&B            | US Rap            |
| ---- | --- | ----------------- | ----------------- | ----------------- |
| 2000 | From Da Dope Game 2 Da Rap Game - Wydany: 17 października, 2000 - Wytwórnia: Inevitable Entertainment - Format: CD, kaseta, digital download | —                 | —                 | *                 |
| 2001 | Self-Explanatory - Wydany: 22 maja, 2001 - Wytwórnia: Inevitable Entertainment - Format: CD, kaseta, digital download                        | —                 | —                 | *                 |
| 2003 | Life - Wydany: 13 maja, 2003 - Wytwórnia: TVT Records - Format: CD, LP, digital download                                                     | —                 | 59                | *                 |
| 2006 | Back 2 da Basics - Wydany: 23 maja, 2006 - Wytwórnia: TVT Records - Format: CD, LP, digital download                                         | 84                | 6                 | 3                 |

### Oficjalne mixtape'y
- I Told U So (2006)
- Cocaine Muzik (2008)
- Cocaine Muzik 2 (2009)
- Cocaine Muzik 3 (2009)
- Cocaine Muzik 4 (z Zedzilla) (2010)
- Cocaine Muzik 4.5 (Da Documentary) (2010)
- Cocaine Muzik 5 (White Friday) (2010)

## Single
| Rok  | Tytuł                                      | Pozycja na liście | Pozycja na liście | Pozycja na liście | Album                           |
| Rok  | Tytuł                                      | US                | US R&B            | US Rap            | Album                           |
| ---- | ------------------------------------------ | ----------------- | ----------------- | ----------------- | ------------------------------- |
| 2000 | "Violated"                                 | —                 | —                 | —                 | From Da Dope Game 2 Da Rap Game |
| 2001 | "Slash" (featuring Block Burnaz)           | —                 | 66                | —                 | Self-Explanatory                |
| 2003 | "Dirty South Soldiers" (featuring Lil Jon) | —                 | —                 | —                 | Life                            |
| 2005 | "Full Time"                                | —                 | —                 | —                 | Back 2 da Basics                |
| 2005 | "Gangsta Party" (featuring Bun B & 8 Ball) | —                 | 80                | —                 | Back 2 da Basics                |
| 2006 | "I Got Dem"/"That's What They Made It Foe" | —                 | —                 | —                 | Back 2 da Basics                |
| 2009 | "5 Star"                                   | 79                | 19                | 11                | Live from the Kitchen           |
| 2009 | "Women Lie, Men Lie" (featuring Lil Wayne) | 81                | 22                | 12                | Live from the Kitchen           |
| 2010 | "Look in the Mirror"                       | —                 | 97                | —                 | Live from the Kitchen           |
| 2010 | "For the Hood" (featuring Gucci Mane)      | —                 | 86                | —                 | Live from the Kitchen           |

### Występ na singlu
| Rok  | Tytuł                                                                                              | Pozycja na liście | Pozycja na liście | Pozycja na liście | Album                              |
| Rok  | Tytuł                                                                                              | US Hot 100        | U.S. R&B          | US Rap            | Album                              |
| ---- | -------------------------------------------------------------------------------------------------- | ----------------- | ----------------- | ----------------- | ---------------------------------- |
| 2008 | "Bricks" (Gucci Mane featuring Yo Gotti & Yung Ralph)                                              | —                 | —                 | —                 | Wasted: The Prequel                |
| 2008 | "Shawty Said" (Novakane featuring Yo Gotti & Trey-V)                                               | —                 | 75                | —                 | The Lethal Injection Mixtape       |
| 2009 | "Ridiculous" (DJ Drama featuring Gucci Mane, Yo Gotti, Lonnie Mac & OJ da Juiceman)                | —                 | 104               | —                 | Gangsta Grillz: The Album (Vol. 2) |
| 2009 | "Blockstars" (DJ Kayslay featuring Ray J, Yo Gotti, Jim Jones & Busta Rhymes)                      | —                 | —                 | —                 | More Than Just a DJ                |
| 2009 | "Whip It" (Boo Rossini featuring Lil Wayne & Yo Gotti)                                             | —                 | —                 | —                 |                                    |
| 2010 | "Beamer, Benz or Bentley" (Remix) (Lloyd Banks featuring Ludacris, Yo Gotti, The-Dream & Jadakiss) | —                 | —                 | —                 | H.F.M. 2 (Hunger for More 2)       |
| 2010 | "Hood Chick Fetish" (Dorrough featuring Yo Gotti)                                                  | —                 | 92                | —                 | Get Big                            |
| 2010 | "All White Everything" (Young Jeezy featuring Yo Gotti)                                            | —                 | 82                | —                 | TM 103                             |
| 2010 | "Countin' Money" (Bun B featuring Yo Gotti & Gucci Mane)                                           | —                 | —                 | —                 | Trill OG                           |